# Ovidio Messa
Ovidio Messa   (Yacuiba, 12 de desembre de 1952 - Alacant, 27 de juliol de 2017), o Ovidio Mezza, fou un futbolista bolivìà de la dècada de 1970 i entrenador.
Fou internacional amb la selecció de Bolívia. Pel que fa a clubs, defensà els colors de Club Petrolero de Cochabamba, Club Chaco Petrolero, Club The Strongest, Club Libertad de Paraguai i Club Guaraní de Paraguai.